# 若闘将敏男
若闘将 敏男（わかとうしょう としお、1968年10月23日 - ）は、間垣部屋所属の元大相撲力士。千葉市出身。韓国国籍であり本名は黄 敏夫（황민부、ファン・ミンブ）。日本における通名は金本 敏夫（かねもと としお）。身長182cm、体重115kg。血液型B型。最高位は東十両9枚目（1992年9月場所）。得意技は左四つ、上手投げ。

## 来歴
運転手の二男で、千葉市立千草台中学校から習志野市立習志野高等学校では柔道部に所属し、千葉市大会で個人優勝を果たす活躍を見せた。他にも空手・野球も習っており、当初はプロレスラーを志していたのでウェイトトレーニングのジムにも通っていた。しかし、高校2年生の春に「力士になろう」と急に力士を志し、それを知ったジムの会長が間垣部屋を紹介したので、高校を2年で中退して入門した。1985年7月場所に16歳で初土俵を踏んだ。相撲経験はなかったが、幕下でやや苦労した時以外はおおむね順調に番付を上げていき、1992年7月場所に22歳の若さで十両に昇進した。足腰の良さを活かした左四つからの強烈な上手投げで期待されたが、左足首の怪我もあり十両に定着できず、1993年3月場所を最後に幕下に陥落した。幕下陥落後も幕下で相撲を取ったが、同年9月場所を最後に24歳で現役を引退した。
引退後は実業家に転身し、自動車販売業や金融会社を経営した。しかし、2000年5月11日、経営していた金融会社で多重債務者を相手に他の融資先紹介手数料として多額の金を騙し取った主犯格として詐欺容疑で逮捕され、実刑判決を受け服役した。2007年5月31日、貸金業法違反（無登録）と出資の受入れ、預り金及び金利等の取締りに関する法律（出資法）違反 （高金利）容疑で再び逮捕され、2007年9月に再び実刑判決が言い渡されている。
現在は、幸礼音名義でゴスペルシンガーとして教会コンサート・イベントへの出演や慰問活動をしている 。

## 主な成績
- 生涯成績：205勝171敗7休  勝率.545
- 十両成績：35勝40敗  勝率.467
- 現役在位：50場所
- 十両在位：5場所

### 場所別成績
| | 一月場所 初場所（東京） | 三月場所 春場所（大阪） | 五月場所 夏場所（東京） | 七月場所 名古屋場所（愛知） | 九月場所 秋場所（東京） | 十一月場所 九州場所（福岡） |
| --- | ----------------------- | ----------------------- | ----------------------- | --------------------------- | ----------------------- | --------------------------- |
| 1985年 （昭和60年） | x                       | x                       | x                       | （前相撲）                  | 西序ノ口48枚目 5–2      | 西序二段144枚目 5–2         |
| 1986年 （昭和61年） | 西序二段108枚目 4–3     | 東序二段76枚目 4–3      | 東序二段51枚目 3–4      | 東序二段70枚目 5–2          | 西序二段31枚目 4–3      | 東序二段4枚目 4–3           |
| 1987年 （昭和62年） | 西三段目84枚目 3–4      | 西三段目97枚目 4–3      | 西三段目84枚目 4–3      | 東三段目65枚目 5–2          | 西三段目40枚目 5–2      | 東三段目9枚目 2–5           |
| 1988年 （昭和63年） | 東三段目35枚目 3–4      | 西三段目50枚目 5–2      | 西三段目20枚目 4–3      | 西三段目6枚目 3–4           | 西三段目21枚目 4–3      | 西三段目7枚目 5–2           |
| 1989年 （平成元年） | 東幕下45枚目 5–2        | 東幕下29枚目 3–4        | 東幕下38枚目 3–4        | 西幕下48枚目 3–4            | 西幕下59枚目 4–3        | 西幕下44枚目 4–3            |
| 1990年 （平成2年） | 東幕下38枚目 3–4        | 西幕下46枚目 6–1        | 東幕下23枚目 5–2        | 西幕下14枚目 2–5            | 西幕下31枚目 5–2        | 東幕下15枚目 1–6            |
| 1991年 （平成3年） | 東幕下43枚目 6–1        | 東幕下19枚目 4–3        | 東幕下14枚目 4–3        | 東幕下7枚目 4–3             | 西幕下5枚目 2–5         | 西幕下18枚目 4–3            |
| 1992年 （平成4年） | 西幕下15枚目 4–3        | 東幕下10枚目 6–1        | 東幕下3枚目 4–3         | 東十両13枚目 9–6            | 東十両9枚目 7–8         | 西十両10枚目 7–8            |
| 1993年 （平成5年） | 東十両13枚目 8–7        | 東十両10枚目 4–11       | 東幕下6枚目 4–3         | 東幕下3枚目 3–4             | 西幕下6枚目 引退 0–0–7  | x                           |
| 各欄の数字は、「勝ち-負け-休場」を示す。 優勝 引退 休場 十両 幕下 三賞：敢=敢闘賞、殊=殊勲賞、技=技能賞 その他：★=金星 番付階級：幕内 - 十両 - 幕下 - 三段目 - 序二段 - 序ノ口 幕内序列：横綱 - 大関 - 関脇 - 小結 - 前頭（「#数字」は各位内の序列） |                         |                         |                         |                             |                         |                             |

## 改名歴
- 金本 敏男（かねもと としお）1985年7月場所-1988年11月場所
- 若闘将 敏男（わかとうしょう としお）1989年1月場所-1993年9月場所
  - 若闘将の四股名は兄が中日ドラゴンズファンで、当時の監督であった闘将・星野仙一より名付けた。